# Mount Petrie
Mount Petrie är ett berg i Australien. Det ligger i regionen Brisbane och delstaten Queensland, omkring 13 kilometer sydost om delstatshuvudstaden Brisbane. Toppen på Mount Petrie är 170 meter över havet, eller 118 meter över den omgivande terrängen. Bredden vid basen är 10,9 km.
Runt Mount Petrie är det ganska tätbefolkat, med 72 invånare per kvadratkilometer.. Närmaste större samhälle är Brisbane, omkring 13 kilometer nordväst om Mount Petrie. 
Runt Mount Petrie är det i huvudsak tätbebyggt. Genomsnittlig årsnederbörd är 1 424 millimeter. Den regnigaste månaden är januari, med i genomsnitt 275 mm nederbörd, och den torraste är oktober, med 21 mm nederbörd.